# 汤林祥
汤林祥（1954年—），安徽望江人，汉族，中华人民共和国政治人物、第十一届全国人民代表大会安徽地区代表。
毕业于安庆师范学院函授中文专业中文专业，是中共党员。担任安徽六安市委书记。2008年起担任全国人大代表。
2011年至2013年任安徽省委组织部副部长，2013年至2017年任安徽省第十二届人民代表大会人事代表选举委员会副主任委员，安徽省人大常委会人事代表选举工作委员会副主任、代表资格审查委员会委员。